# Крешимир I

Крешимир I  (лат. Cresmur; умро око 945) је био краљ Хрватске од око 935. до 945. године.

## Биографија
Крешимир је припадао породици Трпимировић. Био је син Трпимира II, хрватског краља од 928. до 935. године и унук кнеза Мунцимира. На власт је дошао након очеве смрти. Крешимира помињу два историјска извора. Први је "Спис о народима" византијског цара Константина Порфирогенита (913—959) у коме се кратко, у 31. глави, наводи да је хрватски архонт Трпимир имао сина Крешимира који га је наследио на престолу. Хрватска је у то време била значајан фактор у овом делу Балкана. Други извор који спомиње Трпимира јесте Летопис попа Дукљанина, познат и као Барски родослов. Овде се помиње и млађи брат Крешимира, Петар, који је постао кнез Дукље. Крешимир је имао двојицу синова: Мирослава и Михаила Крешимира. На престолу га је наследио старији син Мирослав. Након његове смрти, Хрватском је овладао и Михаило Крешимир.